# FMO2
La dimetilanilina monooxigenasa [formadora de N-óxido] 2 es una enzima que en los seres humanos está codificada por el gen FMO2.
Las monooxigenasas que contienen flavina son enzimas dependientes de NADPH que catalizan la oxidación de muchos fármacos y xenobióticos. En la mayoría de los mamíferos, existe una monooxigenasa que contiene flavina que cataliza la N-oxidación de algunas alquilaminas primarias a través de un intermedio de N-hidroxilamina. Sin embargo, en los seres humanos, esta enzima se trunca y probablemente se degrada rápidamente. La proteína codificada por este gen representa la forma truncada y aparentemente no tiene actividad catalítica. Se ha informado de un alelo funcional encontrado en afroamericanos, pero no se ha depositado ninguna evidencia de secuencia para respaldar el hallazgo. Este gen se encuentra en un grupo con los genes FMO1, FMO3 y FMO4 en el cromosoma 1.